# Oleksiy Danilov
Oleksiy Miatcheslavovytch Danilov (en ukrainien : Олексій Мячеславович Данілов), né le 7 septembre 1962 à Khroustalny, est une personnalité politique ukrainienne. Il est à partir du 3 octobre 2019, secrétaire du Conseil de défense et de sécurité nationale d'Ukraine avant d'être remplacé par Olexandr Litvinenko le 26 mars 2024.

## Biographie
Il est diplômé en 1981 comme vétérinaire, activité qu'il pratiquait jusqu'en 1991.
Il est maire de Louhansk de 1994 à 1997, il se présentait sans succès aux élections parlementaires de 1998 et 2002. En 2005 il devint gouverneur de l'oblast de Louhansk,.

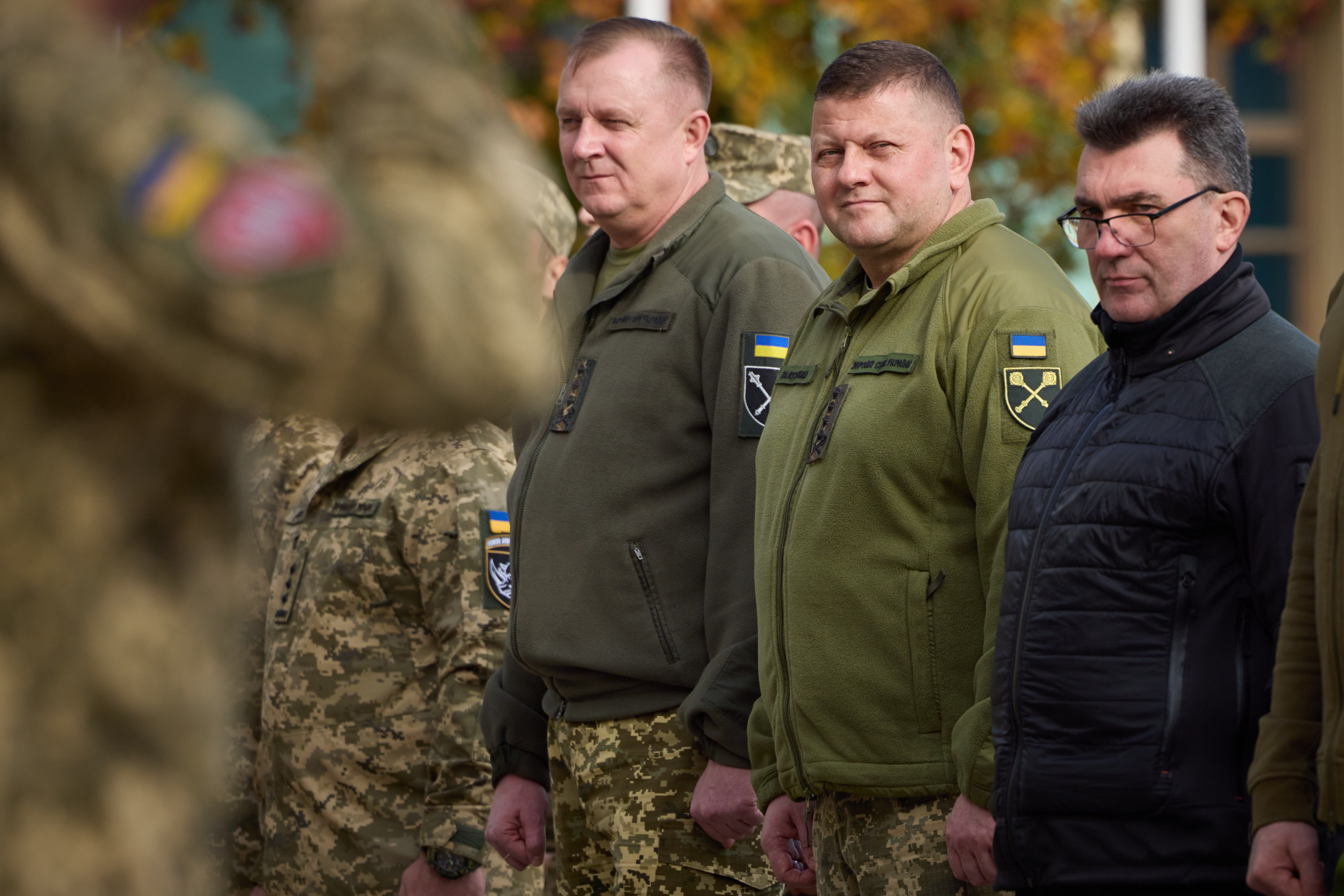
En 2022 lors de la Journée des défenseurs et défenseuses de l'Ukraine avec Valeri Zaloujny.

En 2006 il est élu député de la Rada sous l'étiquette Bloc Ioulia Tymochenko.
Par décret présidentiel en date du 26 mars 2024, Oleksi Danilov a été limogé de son poste de secrétaire du Conseil de défense et de sécurité nationale d'Ukraine.